# Fer nonmaculiformis
Fer nonmaculiformis är en insektsart som beskrevs av Zheng, Z., Lian och G. Xi 1985. Fer nonmaculiformis ingår i släktet Fer och familjen gräshoppor. Inga underarter finns listade i Catalogue of Life.